# Публій Вініцій
Публій Вініцій (Publius Vinicius; ? — після 20) — державний і політичний діяч часів ранньої Римської імперії, консул 2 року н. е., красномовець.

## Життєпис
Походив з роду вершників Вініціїв. Син Марка Вініція, консула-суффекта 19 року до н. е. Зробив кар'єру завдяки впливовому батькові. Разом з ним служив у провінції Македонія. Уславився як красномовець.
У 2 році став консулом разом з Публієм Алфеном Варом. У 8-9 роках як проконсул керував провінцією Азія.
Після цього тривалий час про Вініція нічого не відомо. 20 року брав участь у суді над Гнеєм Кальпурнієм Пізоном, відмовившись від захисту останнього. Щодо подальшої діяльності Вініція немає знань.

## Родина
- Марк Вініцій, консул 30 та 45 років
- Вініція, дружина Луція Аррунція Камілла Скрибоніана, консула 32 року